# 中田有紀 (陸上選手)
中田 有紀（なかた ゆき、1977年3月10日 - ）は京都府出身の日本の陸上競技選手。七種競技および五種競技日本記録保持者。中京大学大学院、日本保育サービス所属。2004年のアテネオリンピックでは五輪の七種競技史上初の日本人選手として出場。2002年～2009年の日本選手権では七種競技で8連覇を果たす。身長167cm。愛称は「カメ」。

## 所属
- 中京大学
- 東海デカスロン
- さかえクリニックトラッククラブ
- 日本保育サービス

## 主な成績
2000年
七種競技で日本新記録（5642点）。
2001年
七種競技で日本新記録（5862点）。
2002年
日本選手権1位。
釜山アジア大会5位。
2003年
日本選手権1位。
七種競技で日本新記録（5910点）。
アジア選手権2位。
2004年
日本選手権1位。
七種競技で日本新記録（5962点）。
アテネオリンピックに出場、28位。五輪の七種競技においては初めての日本代表であり、混成競技では1964年東京オリンピックで高橋美由紀が五種競技に出場して以来40年ぶりの快挙となる。
2005年
日本選手権1位。
ヘルシンキ世界陸上20位。
マカオ東アジア大会2位。
2006年
日本選手権1位。
ドーハ・アジア大会4位。
2007年
五種競技で室内日本新記録（4073点）。
日本選手権1位。
大阪世界陸上23位（5869点）。
2008年
北京オリンピックの出場はかなわなかった。
2010年
日本選手権七種競技で1位、9連覇。
広州アジア大会2位。

## 人物
- 滋賀県生まれ。
- 長岡京市立長岡第二中学校時代に母のすすめで陸上を始めた。京都府立洛北高等学校へ進学。
- 中京大学以来、本田陽コーチ（中京大学体育学部講師・陸上部監督）に師事している。
- 中京大学卒業後は、豊田大谷高校や中京大学附属中京高等学校で非常勤講師として勤務。中京高校ではフィギュアスケートの安藤美姫も指導した。
- 日本選手権では七種競技以外の競技に出場することもある（1995年、三段跳11位、2006年・2007年、走幅跳5位）。
- 中京大学大学院体育学研究科修士課程在学中。